# Paederia cavaleriei
Paederia cavaleriei är en måreväxtart som beskrevs av Augustin Abel Hector Léveillé. Paederia cavaleriei ingår i släktet Paederia och familjen måreväxter. Inga underarter finns listade i Catalogue of Life.